# Sobralia speciosa
Sobralia speciosa är en orkidéart som beskrevs av Charles Schweinfurth. Sobralia speciosa ingår i släktet Sobralia och familjen orkidéer. Inga underarter finns listade i Catalogue of Life.